# Бєляєв Олександр Євгенович
Олександр Євгенович Бєляєв (25 червня 1947 , Київ ) — український фізик, дійсний член НАН України. Доктор фізико-математичних наук (1991), професор (1999), член-кореспондент НАН України (2006), дійсний член НАН України (2018).

## Життєпис
Народився 25 червня 1947 року в Києві. У 1972 році закінчив Київський університет. З 1973 працює в Інституті фізики напівпровідників НАН України (з 2003 — заступник директора, з 2011 — директор).
Наукові праці стосуються експериментальної фізики напівпровідників, зокрема дослідження транспортних і оптичних явищ у квантових багатошарових гетероструктурах і системах зі зниженою розмірністю. Спільно з іншими з'ясував вплив особливостей зонної структури та специфіки розсіяння носіїв заряду при поглинанні інфрачервоного випромінювання. Досліджує електронні властивості напівпровідникових гетероструктур, явища переносу в низьковимірних системах, їх застосування в приладах НВЧ-електроніки.

## Нагороди
- Лауреат премії НАН України імені В. Є. Лашкарьова (2005)
- Лауреат премії НАН України імені Н. Д. Моргуліса (2013)

## Праці
- Coexistense of two deep donor states, DX0 and DX, of the Sn donor in Ga1-xAIxAs // Phys. Rev. B. 1992. Vol. 45 (співавт.);
- Radiation resistance of GaAs-based mictowave Schottky-barrier devices. K., 1998 (співавт.);
- Tunneling through X-valley-related impyrity states in GaAs/AIAs resonant tunneling diodes // Phys. Rev. B. 2000. Vol. 61, № 16 (співавт.);
- Excess low-frequency noise in AIGaN/GaN-based high-electron-mobility transistors // Appl. Phys. Lett. 2002. Vol. 80, № 12 (співавт.).